# Blackwood, New Jersey
Blackwood är en ort i Camden County, New Jersey, USA.